# Жунусов, Баглан Абдуллаевич
Баглан Абдуллаевич Жунусов — советский и казахстанский альпинист. Заслуженный Мастер Спорта по Альпинизму, Президент Федерации Альпинизма и скалолазания Республики Казахстан. Покорил 6 вершин в программе 7 вершин мира.

## Общие сведения
Родился 4 мая 1965 года в г. Кентау, Туркестанской области. В 1982 г. окончил среднюю школу в г. Павлодар,
1982—1987 г. — Томский институт автоматизированных систем управления и радиоэлектроники.
1987−1993 г. — научный сотрудник Института сильноточной электроники, Институт Оптики Атмосферы Академии Наук СССР, Томск.
1993—1996 г. — директор ТОО КТС, дочернего предприятия Казахтелеком.
1996—2000 г. — генеральный директор совместного предприятия ТОО «Спектрум», телекоммуникации.
2000—2003 г. — НК «Казмунайгаз», президент АО «Казтранском».
2003—2004 г. — управляющий директор АО «Народный Банк Казахстана»
С 2004 г. — председатель совета директоров АО «Казахстан Кагазы» и президент Федерации альпинизма и скалолазания РК

## Альпинизм
В течение 24 лет является одним из лидеров и инициаторов развития активного вида спорта -альпинизма и скалолазания в Казахстане. Он является Президентом Федерации Альпинизма и Скалолазания РК Архивная копия от 31 мая 2019 на Wayback Machine. Под его руководством были организованы десятки успешных экспедиций, которые принесли славу и признание страны на мировой арене в этом виде спорта, Заслуженный Мастер Спорта по Альпинизму.
Покорил 6 вершин в программе 7 ВЕРШИН МИРА.
1998 г. Высшая точка Южной Америки — п. Аконкагуа 4Б (Аргентина)
2000 г. Высшая точка Северной Америки -в. Мак-Кинли 5Б (США)
2001 г. Высшая точка Антарктиды -п. Винсон 4Б (Антарктида)
2002 г.п. Хан-Тенгри (7010) 5Б с севера
2003 г. Руководитель экспедиции на Нанга-Парбат, Броуд пик, К2,
2004 г. Экспедиция на Северный полюс с флагом Казахстана на лыжах
2005 г. Экспедиция Антарктида пик «Казахстан», «Астана»
2007 г. Экспедиция К2 с Севера (Китай), руководитель экспедиции
2008 г. п. Ленина (7134) 5А
2009 г. Руководитель Казахстанской экспедиции на Эверест-Лхоцзе.
В 2005 году в составе сборной Казахстана по альпинизму совершил первовосхождение в Антарктиде, Земля Королевы Мод на две безымянные вершины, которым впоследствии были присвоены на правах первопроходцев названия «Казахстан» и «Астана» в честь страны и ее новой столицы.
Основатель международного альпинистского лагеря Туюк-су Архивная копия от 19 сентября 2020 на Wayback Machine
Автор четырех книг-путеводителей по альпинистским маршрутам Заилийского Алатау, по туристским маршрутам, издатель трех методических пособий по развитию горных троп с указателями и местами размещения.
Автор книги-путеводителя по горам «Тропы Алатау» В нем дано описание более 120 маршрутов для походов вблизи Алматы — по Малому Алматинскому, Большому Алматинскому и Бутаковскому ущельям. Гид позволяет заранее детально изучить планируемый маршрут, скачать его на смартфон с помощью QR-кода и пользоваться всей необходимой информацией и картами даже без наличия интернета в горах.
Значимые восхождения:
1. п. Свободная Корея по центру северной стены 6А[1]
2. п. Замок-Парандас по центру 6А
3. п. Чапдара маршрут Солонникова, северная стена 6Б
4. п. Корона Архивная копия от 9 сентября 2018 на Wayback Machine 5 башня 6А
5. в. Мак-Кинли 5Б (США)
6. п. Аконкагуа 4Б (Аргентина)
7. п. Винсон 4Б (Антарктида)
8. п. Хан-Тенгри (7010) 5Б с севера
9. п. Ленина (7134) 5А

## Примечание
1. 1 2 3  Mountain.kz: Жунусов Баглан Абдуллаевич. www.mountain.kz. Дата обращения: 15 сентября 2020. Архивировано 25 октября 2020 года.
2. ↑  Восхождение / Альпинизм. Vesti.kz. Дата обращения: 14 сентября 2020.
3. ↑  Mountain.kz: Жунусов Баглан Абдуллаевич. www.mountain.kz. Дата обращения: 14 сентября 2020. Архивировано 25 октября 2020 года.
4. ↑  Впервые в Казахстане вышла книга–путеводитель по горам «Тропы Алатау». mk-kz.kz. Дата обращения: 15 сентября 2020. Архивировано 18 июля 2019 года.